# نادي تازة
نادي تازة الرياضي هو فريق كرة قدم عراقي مقره في تازة خورماتو، كركوك، يلعب في الدوري العراقي الدرجة الثالثة. افتتحت وزارة الشباب والرياضة ملعب تازة في فبراير 2014، بسعة 1000 متفرج، وأقيمت المباراة الافتتاحية بين نادي تازة ونادي الطوز.

## روابط خارجية
- تازة على Goalzz.com
- أندية العراق - تواريخ التأسيس